# Oshima (Hokkaido)

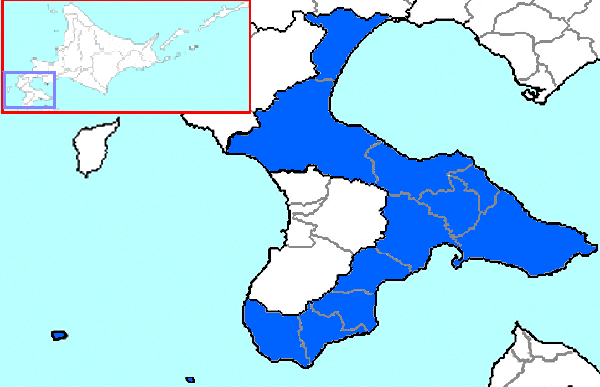
Kaart van de subprefectuur Oshima.

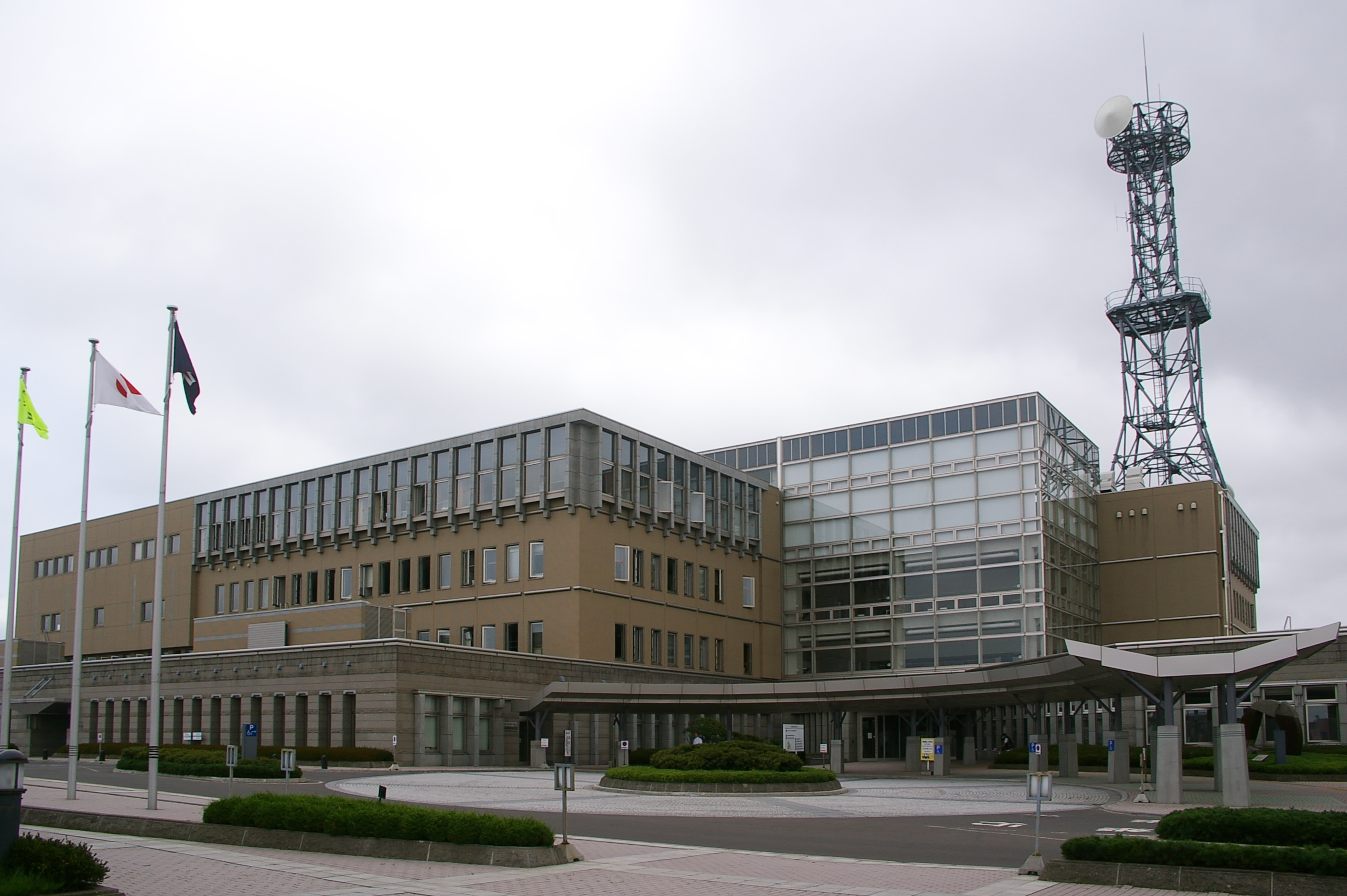
De zetel van de subprefecturale regering in Hakodate

 Oshima  (Japans: 渡島支庁,  Oshima-shichō) is een subprefectuur van de prefectuur Hokkaido, Japan. Oshima heeft een oppervlakte van 3936,08 km² en een bevolking van ongeveer 205.280 inwoners (2005). De hoofdstad is Hakodate.

## Geografie
Oshima wordt begrensd door de subprefecturen Hiyama en Shiribeshi.
De administratieve onderverdeling is als volgt:

### Zelfstandige steden (市) shi
Er zijn 2 steden in de suprefectuur Oshima:
- Hakodate (hoofdstad)
- Hokuto

### Gemeenten (郡 gun)
De gemeenten van Oshima, ingedeeld naar district:
| District  | Gemeenten            |
| --------- | -------------------- |
| Matsumae  | Matsumae - Fukushima |
| Kamiiso   | Shiriuchi - Kikonai  |
| Kameda    | Nanae                |
| Kayabe    | Shikabe - Mori       |
| Futami    | Yakumo               |
| Yamakoshi | Oshamanbe            |

### Fusies
(Situatie op 20 mei 2008) 
zie ook : Gemeentelijke herindeling in Japan
- Op 1 december 2004 werden de gemeente Minamikayabe van het district Kayabe en de gemeenten Esan, Toi en het dorp Todohokke van het district Kameda aangehecht bij de stad Hakodate.
- Op 1 april 2005 werd de gemeente Sawara van het district Kayabe aangehecht bij de gemeente Mori.

- Op 1 oktober 2005 werd de gemeente Kumaishi van het district Nishi uit de subprefectuur Hiyama en het dorp Yakumo van het district Yamakoshi uit de subprefectuur Oshima samengevoegd tot de nieuwe gemeente Yakumo. De nieuwe gemeente werd ondergebracht in het nieuw opgerichte district Futami. De voormalige gemeente Kumaishi werd op hetzelfde moment overgeplaatst naar de subprefectuur Oshima.
- Op 1 februari 2006 fuseerden de gemeente Kamiiso van het District Kamiiso en Ono van het District Kameda tot de nieuwe stad Hokuto.

## Vervoer
- Luchthaven Hakodate (函館空港, Hakodate Kūkō), een regionale luchthaven in de stad Hakodate.